# Menèstrat (escultor)
Menèstrat (en grec antic: Μένεστρατος, llatí: Menestrătus) fou un escultor de l'antiga Grècia d'època incerta.
Se sap que va esculpir un Hèracles i una Hècate que es trobaven a l'Opistòdom del temple d'Àrtemis a Efes i eren molt admirats. Plini el Vell diu que era fet de marbre molt brillant, i fins i tot diu que era encegador. Va viure probablement al segle iii aC. Tacià diu que va fer una estàtua de la poetessa Learquis, altrament desconeguda.